# Tajovský potok
Tajovský potok (pol. Tajowski Potok) – niewielki ciek wodny w regionie zwanym Górnym Pohroniem, w zachodniej części powiatu Bańska Bystrzyca na Słowacji. Prawobrzeżny dopływ Hronu.

## Hydrografia
Źródła w Górach Kremnickich na wschodnich stokach szczytu Skałka, na wysokości ok. 1150 m n.p.m. Spływa generalnie w kierunku wschodnim m.in. przez wsie Králiky i Tajov, gdzie płynie przez obszar Gór Starohorskich. Niżej, na wysokości ok. 430 m n.p.m., wpływa na teren Kotliny Zwoleńskiej i jednocześnie na teren miasta Bańska Bystrzyca. Płynie przez bańskobystrzyckie dzielnice Podlavica i Fončorda, po czym na skraju tej ostatniej, nieco na południowy zachód od centrum Bańskiej Bystrzycy, wpada do Hronu na wysokości 319 m n.p.m. Długość 11,8 km.
Główne dopływy lewobrzeżne to Kordícky potok spod Przełęczy Kordickiej i Riečanka spod Przełęczy Rzeczańskiej i z wsi Riečka. Prawostronne to Farbený potok spod Przełęczy Kralickiej i Mútňanský potok spod Niemieckiego Wierchu (słow. Nemecký vrch; 843 m n.p.m.).
W górnej części toku, na północ od wsi Králiky, na potoku szereg niewielkich wodospadów.